# Cybianthus microbotrys
Cybianthus microbotrys är en viveväxtart som beskrevs av A. Dc.. Cybianthus microbotrys ingår i släktet Cybianthus, och familjen viveväxter. Inga underarter finns listade i Catalogue of Life.